# Anatis ocellata
Espèce
Synonymes
Anatis borealis (Belicek, 1976)
Anatis mali (Thomas Say, 1824)
La coccinelle à ocelles, ou anatis ocellé (Anatis ocellata, en anglais : Eye-spotted lady beetle) est une espèce d'insectes coléoptères de la famille des Coccinellidae qui se rencontre en Europe et dans les régions tempérées de l'Amérique du Nord.

## Description
La Coccinelle à ocelles est une grande coccinelle qui peut atteindre 10 mm de long. Elle vit notamment dans les forêts mixtes et de conifères.
Sa tête est noire et maculée de 2 points blancs. Son pronotum est noir et orné de 3 taches blanc orangeâtre, dont 2 petits points et un large grossièrement découpé en U. Ses élytres rouge foncé arborent 20 ocelles noirs auréolés d'orange, dont la taille varie. Ses antennes et ses pattes sont petites et brun orangé.

## Répartition
En Amérique du Nord, depuis la Nouvelle-Écosse jusqu'en Colombie britannique, et dans le Nord-Est des États-Unis. En Europe, elle est présente dans la plus grande partie de l'Europe de l'Ouest, de l'Est et du Nord, et absente en Irlande, dans les îles atlantiques et méditerranéennes, en Grèce, en Turquie. 

## Alimentation
Elle se nourrit essentiellement de pucerons et de leurs larves.

## Galerie

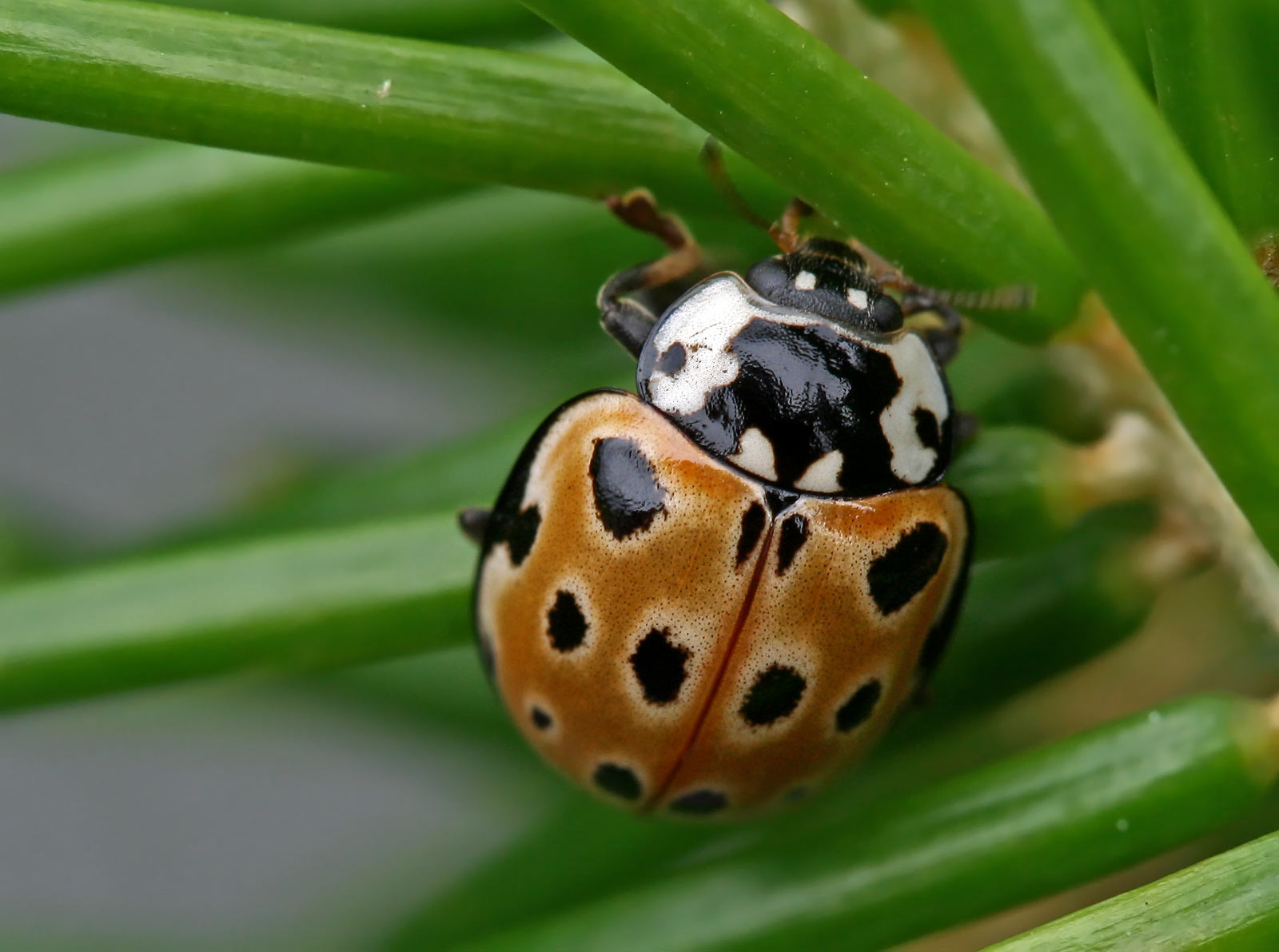
Imago
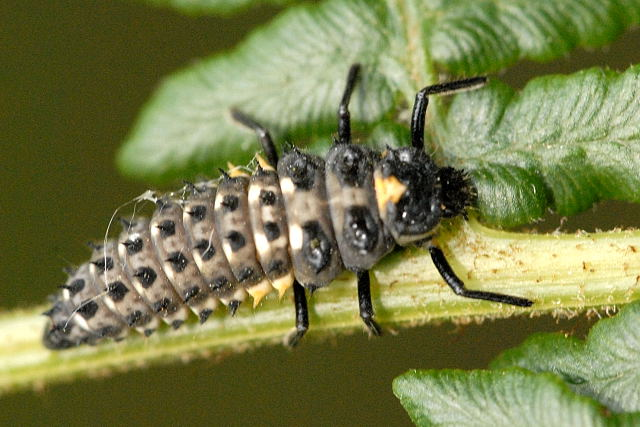
Larve
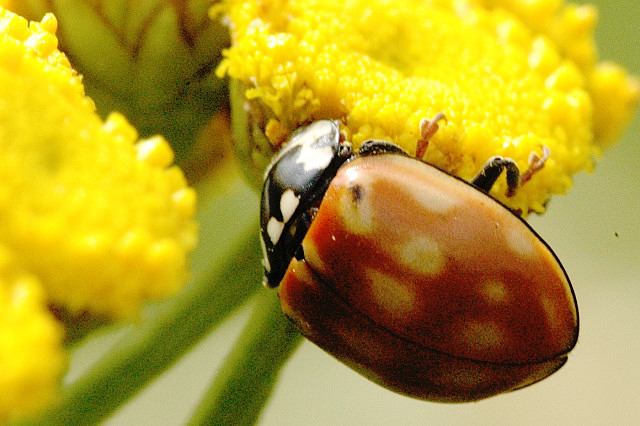